# Anapistula sanjiao
Espèce
Anapistula sanjiao est une espèce d'araignées aranéomorphes de la famille des Symphytognathidae.

## Distribution
Cette espèce est endémique du Yunnan en Chine,. Elle se rencontre dans le xian de Yiliang dans la grotte Sanjiao.

## Description
La femelle holotype mesure 0,60 mm et le mâle paratype 0,58 mm.

## Systématique et taxinomie
Cette espèce a été décrite par Li et Lin en 2022.

## Étymologie
Son nom d'espèce lui a été donné en référence au lieu de sa découverte, la grotte Sanjiao.

## Publication originale
- Wang, Lu, Li, Li & Lin, 2022 : « Systematic notes on three troglobitic Anapistula (Araneae, Symphytognathidae) spiders from China, with the descriptions of two new species. » ZooKeys, vol. 1130, p. 167-189 (texte intégral).